# Marc Crawford

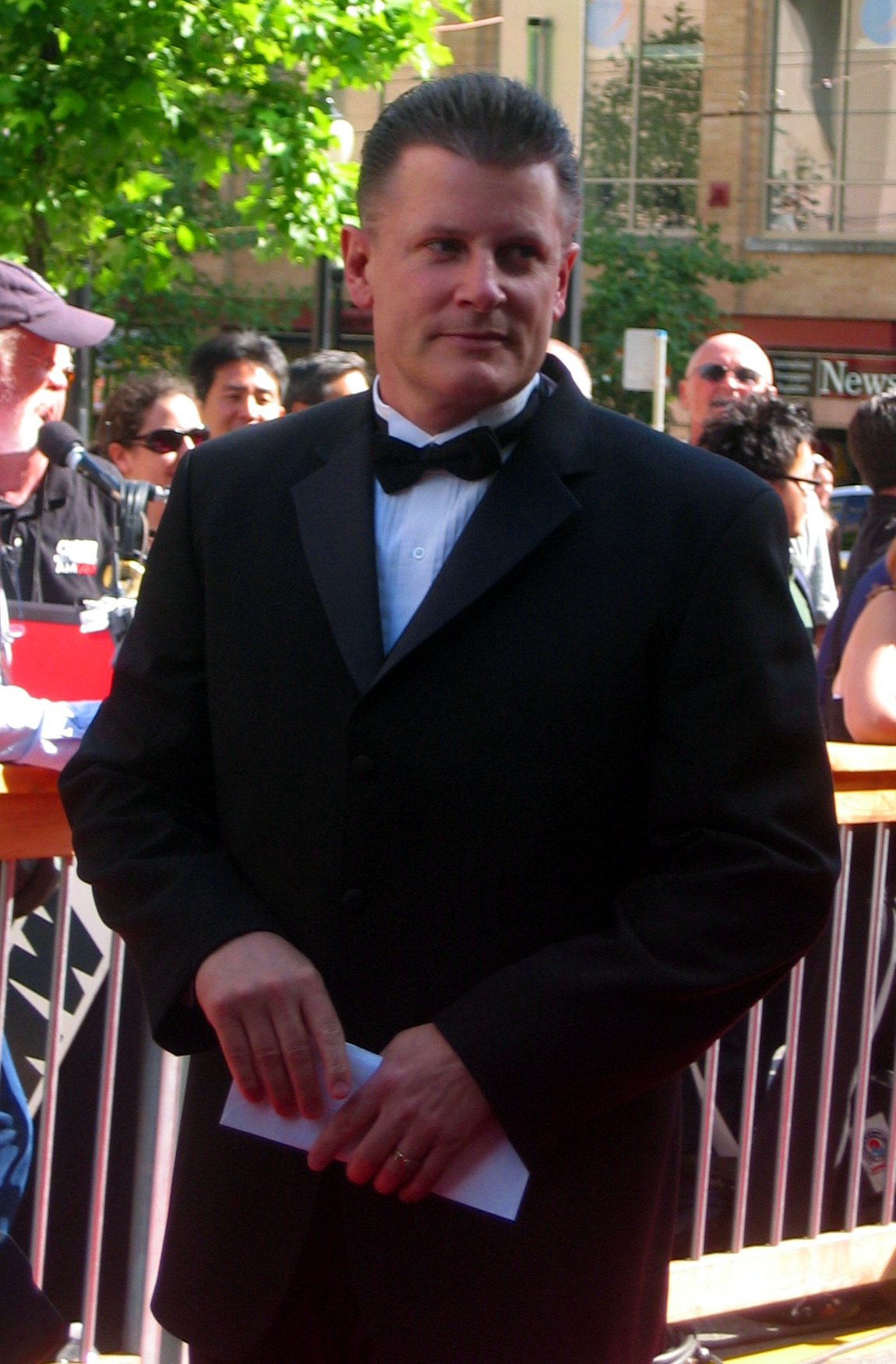
Marc Crawford vid NHL Awards 2006.

Marc Joseph John Crawford, född 13 februari 1961 i Belleville, Ontario, är en kanadensisk ishockeytränare och före detta professionell ishockeyspelare för Vancouver Canucks i NHL.
Crawford har varit huvudtränare för Quebec Nordiques, Colorado Avalanche, Vancouver Canucks, Los Angeles Kings och Dallas Stars i NHL. Han vann Stanley Cup som tränare för Colorado Avalanche säsongen 1995–96.
Som spelare valdes Crawford som 70:e spelare totalt av Vancouver Canucks i NHL-draften 1980. Som rookie med Canucks spelade Crawford i Stanley Cup-finalen 1981–82 då man förlorade mot New York Islanders. Crawford tillbringade de kommande sex åren med att pendla mellan Vancouver och Fredericton i New Brunswick på den kanadensiska östkusten, då han växlade mellan Canucks och deras farmalag Fredericton Express som spelade i AHL. Allt detta flygande gav honom smeknamnet "747". Dock så är han nuförtiden mest känd som "Crow" för Canucksfansen.